# Lixa
Lixa ist eine Stadt im Kreis Felgueiras des Distrikts Porto in Portugal. Die Stadt hatte 2004 4233 Einwohner und besteht aus den Gemeinden Borba de Godim, Macieria da Lixa, Vila Cova da Lixa und Santão. Auf Deutsch übertragen lautet der Name Sandpapier.

## Geschichte
Der Ort wurde am 30. August 1995 zur Stadt erhoben.

## Sport
- Bei der Portugal-Rundfahrt 2007 war der Ort Startpunkt der 168 km–Strecke nach Gondomar.
- Die Stadt beheimatet den Fußballverein Futebol Clube da Lixa

## Söhne und Töchter der Stadt
- Leonardo Coimbra (1883–1936), Philosoph, Professor und Politiker.